# Болотник окаймлённый
Боло́тник окаймлённый (лат. Callitriche marginata) — вид цветковых растений рода Болотник (лат. Callitriche) семейства Подорожниковые (лат. Plantaginaceae).

## Ботаническое описание
Формирует плавучие розетки из нитевидных, тонких стеблей, покрытых крохотными листовыми розетками. Стебли, каждый до 10 см длиной, образуют спутанные клубки, когда растение выступает из воды. Иногда в соцветии имеются вздутые беловатые прицветники возле цветков. Семена остаются в состоянии покоя в течение сухого сезона.

## Ареал и местообитание
Вид родом с восточного побережья Северной Америки от Британской Колумбии до Нижней Калифорнии, где растёт в илистом субстрате вокруг весенних прудов.

## Охрана
В южной части своего ареала вид находится под охраной, однако он редок в Орегоне, неизвестен в Вашингтоне и известен по 8 местонахождениям в Британской Колумбии.

## Синонимика
- Callitriche marginata var. torreyana Hegelm.
- Callitriche sepulta S.Watson[2]